# ایزدمرغ درخشان
ایزدمرغ درخشان (نام علمی: Manucodia ater) نام یک گونه از سرده ایزدمرغ است.